# Álvaro Rengifo Calderón
Álvaro Rengifo Calderón (Madrid, 5 de juliol de 1932) va ser un advocat i polític espanyol, ministre de justícia durant la transició democràtica. Va morir el 13 febrer 2020, Madrid 

## Biografia
Estudià Dret a la Universitat de Madrid, i des de 1956 és Tècnic comercial de l'Estat. El 1961 treballà com a agregat comercial a les ambaixades espanyoles a Colòmbia i l'Equador. Entre 1964 i 1965 fou nomenat Director general de l'Institut Espanyol d'Emigració, dependent del Ministeri de Treball. De 1966 a 1969 fou nomenat Director general de Promoció Social del mateix Ministeri de Treball. El 1969 fou nomenat Director general de Comerç Exterior, càrrec que exercirà fins a 1974 quan fou nomenat Sotssecretari del Ministeri de Comerç.
El 7 de juliol de 1976 va ser nomenat Ministre de Treball al primer govern de Adolfo Suárez, càrrec que va exercir fins al 4 de juliol de 1977. Després passà al sector privat. Fou director general del consell d'administració del Banc Bilbao Vizcaya (BBV) fins que el febrer de 1990 fou nomenat president del Banco de Extremadura i membre del consell d'administració d'Iberduero. En 2003 es va jubilar del BBVA amb un fons de pensions de 27,89 milions de € que es va repartir amb altres 4 consellers. El seu fill, Álvaro Rengifo Abbad, va ser director general de Política Comercial i Inversions al Govern de José María Aznar i des de 2012 és membre del consell d'administració de Bankia.